# Desmodorida
Desmodorida zijn een orde van rondwormen (Nematoda).

## Taxonomie
De volgende onderorde en families wordt bij de orde ingedeeld:
- Onderorde: Desmodorina
  - Superfamilie Desmodoroidea
    - Familie: Desmodoridae
    - Familie: Draconematidae
    -  Familie: Epsilonematidae

  -  Superfamilie Microlaimoidea
    - Familie: Aponchiidae
    - Familie: Microlaimidae
    -  Familie: Monoposthiidae